# 髙橋真弓
髙橋 真弓（たかはし まゆみ、1978年2月21日 - ）は、日本の女性シンガーソングライター。大阪府枚方市出身。

## ディスコグラフィー

### アルバム
- 『Salley Garden』（2012年12月23日）

#### （女性ア・カペラグループ「宝船」）
- 『Voyage』（2005年10月7日）
- 『Sea of Love』（2008年5月25日）
- 『Port of Call』（2010年3月21日）
- 『In the wake -Spring-』（2011年3月6日）
- 『In the wake -Summer-』（2011年6月19日）
- 『In the wake -Autumn-』（2011年9月11日）
- 『In the wake -Winter-』（2011年12月4日）

## 受賞歴

### （女性ア・カペラグループ「宝船」）
- 2008年 台湾国際アカペラコンペティション「台湾国際重唱芸術節」国際部門第2位
- 2009年 オーストリア国際アカペラコンペティション「vokal.total」ジャズ部門優勝&ポップ部門第2位

## ライブ
- 2014年2月　Mayumi is her name 髙橋真弓 東京公演（ベンテンエンタテインメント主催）